# Frontière entre l'Allemagne et le Royaume-Uni
La frontière entre l'Allemagne et le Royaume-Uni est entièrement maritime, intégralement située en mer du Nord. Elle n'a aucunement été affectée par la réunification de l'Allemagne le 3 octobre 1990.
Elle a formé une partie de la frontière extérieure de la Communauté économique européenne à partir du 25 mars 1957, date de sa création par entre autres l'Allemagne de l'Ouest, avant d'en devenir une frontière intérieure à la suite de l'adhésion du Royaume-Uni le 1er janvier 1973. Elle a ensuite constitué une frontière intérieure de l'Union européenne de sa création le 1er janvier 1993 jusqu'au retrait du Royaume-Uni (« Brexit ») le 31 janvier 2020. Depuis, elle constitue une partie de la frontière extérieure de l'Union européenne.
L'accord sur son tracé a été signé le 25 novembre 1971 à Londres. Il définit trois points de références :
- Point 1 : 55° 45′ 54″ N, 3° 22′ 13″ E
- Point 2 : 55° 50′ 06″ N, 3° 24′ 00″ E
- Point 3 : 55° 55′ 09,4″ N, 3° 21′ 00″ E